# Tobias Hysén
Glenn Tobias Hysén (* 9. března 1982, Göteborg, Švédsko) je švédský fotbalový útočník a bývalý reprezentant, v současnosti hráč klubu IFK Göteborg.
Jeho otcem je bývalý fotbalista a trenér Glenn Hysén, bratry fotbalisté Alexander Hysén a Anton Hysén.

## Reprezentační kariéra
Byl členem švédských mládežnických reprezentací U18 a U21.
V A-mužstvu Švédska debutoval 22. 1. 2005 v přátelském zápase v Carsonu (USA) proti reprezentaci Jižní Korey (remíza 1:1). Zúčastnil se EURA 2012 v Polsku a na Ukrajině.